# The Hunting Party (musikalbum)
The Hunting Party är den sjätte studioalbumet av den amerikanska rockbandet Linkin Park som släpptes den 13 juni 2014.

## Låtlista
| Nr | Titel                                 | Låtskrivare                  | Längd |
| -- | ------------------------------------- | ---------------------------- | ----- |
| 1  | Keys to the Kingdom                   | Linkin Park                  | 3:38  |
| 2  | All for Nothing (Page Hamilton)       | Linkin Park                  | 3:33  |
| 3  | Guilty all the Same (featuring Rakim) | Linkin Park, William Griffin | 5:56  |
| 4  | The Summoning                         | Linkin Park                  | 1:00  |
| 5  | War                                   | Linkin Park                  | 2:11  |
| 6  | Wastelands                            | Linkin Park                  | 3:15  |
| 7  | Until It's Gone                       | Linkin Park                  | 3:53  |
| 8  | Rebellion (featuring Daron Malakian)  | Linkin Park, Daron Malakian  | 3:44  |
| 9  | Mark the Graves                       | Linkin Park                  | 5:05  |
| 10 | Drawbar (featuring Tom Morello)       | Linkin Park                  | 2:46  |
| 11 | Final Masquerade                      | Linkin Park, Emile Haynie    | 3:37  |
| 12 | A Line in the Sand                    | Linkin Park                  | 6:35  |